# Aida Turturro
Aida Turturro (New York, 25 settembre 1962) è un'attrice statunitense di origini italiane.

## Biografia
Aida Turturro è conosciuta principalmente per aver interpretato la parte di Janice Soprano, sorella del boss della malavita Tony, nella pluripremiata serie televisiva HBO I Soprano, dal 2000 al 2007.
Cugina degli attori John e Nicholas Turturro, ha debuttato sul grande schermo vincendo il Sundance Film Festival nel 1989 con il film True Love. Da allora, a parte ne I Soprano, ha alternato le sue apparizioni fra cinema e TV, avendo spesso ruoli di caratterista e lavorando soprattutto in commedie, dove ha potuto esibire una recitazione istintiva e sopra le righe, accentuata anche dalla sua corporatura e la fluente chioma riccia.
Tra le sue partecipazioni più importanti al cinema, quelle in Sleepers (1996) di Barry Levinson e in Al di là della vita (1999) di Martin Scorsese.
Nel 2008 ha partecipato a 3 episodi di E.R. - Medici in prima linea.
Nel gennaio 2010 debutta nello spettacolo teatrale "Italian Folktales", adattamento di alcune fiabe di Italo Calvino, scritto e diretto dal cugino John Turturro. Lo spettacolo è prodotto dal Teatro Stabile di Torino e debutta al Teatro Carignano, in prima mondiale,  il 19 gennaio 2010.
Nel 2011 recita nel film Mozzarella Stories.

## Premi e riconoscimenti
- Screen Actors Guild Awards 2007, all'intero cast de I Soprano.

## Filmografia

### Cinema
- True Love, regia di Nancy Savoca (1989)
- Tutte le manie di Bob (What About Bob?), regia di Frank Oz (1991)
- Mac, regia di John Turturro (1992)
- Quell'uomo sarà mio (Jersey Girl), regia di David Burton Morris (1992)
- Cercasi superstar (Life with Mikey), regia di James Lapine (1993)
- Misterioso omicidio a Manhattan (Manhattan Murder Mystery), regia di Woody Allen (1993)
- The Dutch Master, regia di Susan Seidelman - cortometraggio (1993)
- Fort Washington - vita da cani (The Saint of Fort Washington), regia di Tim Hunter (1993)
- Men Lie, regia di John A. Gallagher (1994)
- Angie - Una donna tutta sola (Angie), regia di Martha Coolidge (1994)
- Alla ricerca di Jimmy (The Search for One-eye Jimmy), regia di Sam Henry Kass (1994)
- Junior, regia di Ivan Reitman (1994)
- Hello Denise! (Denise Calls Up), regia di Hal Salwen (1995)
- Stonewall, regia di Nigel Finch (1995)
- Money Train, regia di Joseph Ruben (1995)
- Sleepers, regia di Barry Levinson (1996)
- Tales of Erotica, regia di Bob Rafelson, Ken Russell, Susan Seidelman e Melvin Van Peebles (1996) (segmento "The Dutch Master")
- Made Men, regia di Don Close (1997)
- Fool's Paradise, regia di Richard Zakka (1997)
- Il tocco del male (Fallen), regia di Gregory Hoblit (1998)
- Too Tired to Die, regia di Wonsuk Chin (1998)
- O.K. Garage, regia di Brandon Cole (1998)
- Appuntamento a Brooklyn (Woo), regia di Daisy von Scherler Mayer (1998)
- Illuminata, regia di John Turturro (1998)
- Jaded, regia di Caryn Krooth (1998)
- Crossfire, regia di Gary S. Lipsky e Joe Zimmerman (1998)
- Celebrity, regia di Woody Allen (1998)
- 24 ore donna (The 24 Hour Woman), regia di Nancy Savoca (1999)
- 24 Nights, regia di Kieran Turner (1999)
- Blu profondo (Deep Blue Sea), regia di Renny Harlin (1999)
- Mickey occhi blu (Mickey Blue Eyes), regia di Kelly Makin (1999)
- Freak Weather, regia di Mary Kuryla (1999)
- Al di là della vita (Bringing Out the Dead), regia di Martin Scorsese (1999)
- Incontriamoci a Las Vegas (Play It to the Bone), regia di Ron Shelton (1999)
- Il segreto di Joe Gould (Joe Gould's Secret), regia di Stanley Tucci (2000)
- Crocodile Dundee 3 (Crocodile Dundee in Los Angeles), regia di Simon Wincer (2001)
- I marciapiedi di New York (Sidewalks of New York), regia di Edward Burns (2001)
- Home Sweet Hoboken, regia di Yoshifumi Hosoya (2001)
- 2BPerfectlyHonest, regia di Randel Cole (2004)
- Survival of the Fittest, regia di Daria Price (2005)
- Romance & Cigarettes, regia di John Turturro (2005)
- A Little Help, regia di Michael J. Weithorn (2010)
- Mozzarella Stories, regia di Edoardo De Angelis (2011)
- Gigolò per caso (Fading Gigolo), regia di John Turturro (2013)
- Rob the Mob, regia di Raymond De Felitta (2014)
- Call Jane, regia di Phyllis Nagy (2022)

### Televisione
- The Sopranos: Threshold, regia di Sammy Silver (2007)

### Serie TV
- Tribeca – serie TV, episodi 1x03 (1993
- Giuste sentenze (The Wright Verdicts) – serie TV, 7 episodi (1995)
- New York News – serie TV, episodi 1x06 (1995)
- Mr. & Mrs. Smith – serie TV, episodi 1x04-1x10 (1996)
- Law & Order - I due volti della giustizia (Law & Order) – serie TV, episodi 1x05-5x03-7x02 (1990-1996)
- The Practice - Professione avvocati (The Practice) – serie TV, episodi 2x12 (1997)
- Una nuova vita per Zoe (Wild Card) – serie TV, episodi 2x09 (2004)
- Jimmy Kimmel Live! – serie TV, episodi 4x451 (2007)
- I Soprano (The Sopranos) – serie TV, 72 episodi (2000-2007)
- E.R. - Medici in prima linea (E.R.) – serie TV, episodi 14x15-14x16-14x18 (2008)
- Medium – serie TV, episodi 6x06 (2009)
- Mercy – serie TV, episodi 1x22 (2010)
- Curb Your Enthusiasm – serie TV, episodi 8x08 (2011)
- Nurse Jackie - Terapia d'urto (Nurse Jackie) – serie TV, episodi 4x07 (2012)
- Blue Bloods – serie TV, episodi 4x07 (2013)
- Unforgettable – serie TV, episodi 4x06 (2016)
- Law & Order - Unità vittime speciali (Law & Order: Special Victims Unit) – serie TV, 7 episodi (2013-2016)
- Brooklyn Nine-Nine – serie TV, episodi 3x21-3x22 (2016)
- The Night Of - Cos'è successo quella notte? (The Night Of) – serie TV, episodi 1x04 (2016)
- Grey's Anatomy – serie TV, episodi 13x13 (2017)
- Criminal Minds: Beyond Borders – serie TV, episodi 2x02 (2017)
- The Blacklist – serie TV, 4 episodi (2017-2018)

## Doppiatrici italiane
Nelle versioni in italiano delle opere in cui ha recitato, Aida Turturro è stata doppiata da:
- Franca D'Amato in Angie - Una donna tutta sola, Al di là della vita, Grey's Anatomy
- Giovanna Martinuzzi in The Night Of - Cos'è successo quella notte?, The Blacklist
- Mavi Felli in Misterioso omicidio a Manhattan
- Anna Melato in Hello Denise!
- Stefanella Marrama in Sleepers
- Anna Rita Pasanisi in Il tocco del male
- Cristina Boraschi in Illuminata
- Cinzia De Carolis ne I Soprano
- Antonella Giannini in Crocodile Dundee 3
- Tatiana Dessi in Romance & Cigarettes
- Daniela D'Angelo in Blue Bloods
- Patrizia Burul in Law & Order - Unità vittime speciali
- Alessandra Cerruti in What We Do in the Shadows